# Húnaflói
Húnaflói ist eine weite Bucht im Nordwesten Islands zwischen den Westfjorden und der Halbinsel Skagi.

## Name
Húni im Isländischen bedeutet „junger Eisbär“, flói bedeutet „Bucht“. Damit bedeutet der Name Húnaflói „Bucht des jungen Eisbären“. Dies erklärt sich daraus, dass hier, wie übrigens auch an anderen Stellen im Norden Islands, manchmal Eisbären mit dem Treibeis von Grönland angetrieben werden und hier ihr Wesen treiben.

## Fjorde, Lagune und Halbinseln
Diese Bucht gabelt sich im Westen in den Steingrímsfjörður, Bjarnarfjörður, Kollafjörður und Bitrufjörður, die zu den Westfjorden gehören.
Richtung Osten schließen sich Hrútafjörður und Miðfjörður an, wo sich die kleine Siedlung Laugarbakki und der 600 Einwohnerort Hvammstangi befinden.
Die Halbinsel Vatnsnes trennt diese vom Húnafjörður mit den Ortschaften Blönduós und Skagaströnd.
Die südliche Küste des Húnafjörður wird vom Þingeyrasandur bestimmt, der die Lagune Hóp von der Húnaflói trennt.
Die östliche Grenze der Húnaflói bildet die Halbinsel Skagi.